# Rhythm Generation
「Rhythm Generation」（リズム・ジェネレーション）はTWO-MIXの5枚目のシングルである。1996年10月2日にキングレコードから発売された。

## 概要
テレビ東京系『ゴジラ王国』オープニングテーマ。
TWO-MIXのシングルで初めてタイトルに小文字が使われているが、アルバムに収録された時には大文字になっている。
c/wの「Meeting on the Planet」は発売と同時期にNACK5でスタートしたラジオ番組「RADIO TWO-MIX」のオープニングとして使われていた。

## 収録曲
| 全作詞: 永野椎菜、全作曲: 高山みなみ、全編曲: TWO-MIX。 |                                             |                     |                       |      |
| #                                                       | タイトル                                    | 作詞                | 作曲・編曲            | 時間 |
| 1.                                                      | 「Rhythm Generation」                       | 永野椎菜 [ 注釈 1 ] | 高山みなみ [ 注釈 1 ] | 4:20 |
| 2.                                                      | 「Meeting on the Planet」                   | 永野椎菜 [ 注釈 1 ] | 高山みなみ [ 注釈 1 ] | 5:00 |
| 3.                                                      | 「Rhythm Generation」(Original Karaoke)     | 永野椎菜 [ 注釈 1 ] | 高山みなみ [ 注釈 1 ] |      |
| 4.                                                      | 「Meeting on the Planet」(Original Karaoke) | 永野椎菜 [ 注釈 1 ] | 高山みなみ [ 注釈 1 ] |      |

## リリース履歴
| No. | 日付          | レーベル             | 規格  | 規格品番 | 最高順位 | 備考 |
| --- | ------------- | -------------------- | ----- | -------- | -------- | ---- |
| 1   | 1996年10月2日 | キングレコード / KMW | 8cmCD | KIDS-304 | 9位      |      |

## 収録作品
| 曲名                  | バージョン      | 収録アルバム                                | 発売日         | 備考 |
| --------------------- | --------------- | ------------------------------------------- | -------------- | --- |
| Rhythm Generation     | Original        | 『BPM 150MAX』                              | 1996年11月21日 | アルバムでの表記は「RHYTHM GENERATION」となっている。                                                                             |
| Rhythm Generation     | Original        | 『BPM "BEST FILES"』                        | 1997年3月13日  | アルバムでの表記は「RHYTHM GENERATION」となっている。                                                                             |
| Rhythm Generation     | Original        | 『SUPER BEST FILES 1995〜1998』             | 1998年12月21日 | |
| Rhythm Generation     | Original        | 『20010101』                                | 2001年1月1日   | アルバムでの表記は「RHYTHM GENERATION」となっている。                                                                             |
| Rhythm Generation     | Original        | 『TWO-MIX COLLECTION BOX 〜Categorhythm〜』 | 2002年11月20日 | アルバムでの表記は「RHYTHM GENERATION」となっている。                                                                             |
| Rhythm Generation     | Original        | 『TWO-MIX パーフェクト・ベスト』            | 2011年6月8日   | |
| Rhythm Generation     | Original        | 『TWO-MIX 25th Anniversary ALL TIME BEST』  | 2021年2月10日  | アルバムでの表記は「RHYTHM GENERATION」となっている。                                                                             |
| Rhythm Generation     | RED MONSTER MIX | 『BPM "DANCE∞"』                            | 1997年3月26日  | アルバムでの表記は「RHYTHM GENERATION」となっている。 Remix Produced: Mitsugu Matsumoto for MST Remixed: Takahiro Tashiro for MST |
| Rhythm Generation     | RED MONSTER MIX | 『20010101』                                | 2001年1月1日   | アルバムでの表記は「RHYTHM GENERATION」となっている。 Remix Produced: Mitsugu Matsumoto for MST Remixed: Takahiro Tashiro for MST |
| Rhythm Generation     | RED MONSTER MIX | 『TWO-MIX COLLECTION BOX 〜Categorhythm〜』 | 2002年11月20日 | アルバムでの表記は「RHYTHM GENERATION」となっている。 Remix Produced: Mitsugu Matsumoto for MST Remixed: Takahiro Tashiro for MST |
| Rhythm Generation     | Orchestra ver.  | 『Baroque Best』                            | 1998年11月26日 | アルバムでの表記は「RHYTHM GENERATION」となっている。 Orchestra Arrange: 天野正道 Orchestra: Les Solistes de Versailles           |
| Meeting on the Planet | Original        | 『BPM 150MAX』                              | 1996年11月21日 | アルバムでの表記は「MEETING ON THE PLANET」となっている。                                                                         |
| Meeting on the Planet | Original        | 『BPM "BEST FILES"』                        | 1997年3月13日  | アルバムでの表記は「MEETING ON THE PLANET」となっている。                                                                         |
| Meeting on the Planet | Original        | 『20010101』                                | 2001年1月1日   | アルバムでの表記は「MEETING ON THE PLANET」となっている。                                                                         |
| Meeting on the Planet | Original        | 『TWO-MIX COLLECTION BOX 〜Categorhythm〜』 | 2002年11月20日 | アルバムでの表記は「MEETING ON THE PLANET」となっている。                                                                         |
| Meeting on the Planet | Original        | 『TWO-MIX パーフェクト・ベスト』            | 2011年6月8日   | |
| Meeting on the Planet | Original        | 『TWO-MIX 25th Anniversary ALL TIME BEST』  | 2021年2月10日  | アルバムでの表記は「MEETING ON THE PLANET」となっている。                                                                         |
| Meeting on the Planet | International   | 『BPM CUBE』                                | 2000年8月9日   | English ver. |
| Meeting on the Planet | International   | 『TWO-MIX COLLECTION BOX 〜Categorhythm〜』 | 2002年11月20日 | English ver. |
| Meeting on the Planet | Domestic        | 『BPM CUBE』                                | 2000年8月9日   | Japanese ver. |